# Pałacyk Sikorskiego
Pałacyk Sikorskiego, także pałacyk Bormana lub pałacyk Heurteuxa – pałac znajdujący się w Warszawie przy ul. Srebrnej 12. Siedziba Muzeum Woli.

## Historia
W 1877 teren w tym miejscu kupił rzeźbiarz Aleksander Sikorski. W roku 1880 wybudował pałacyk, umieszczając obok niego zakład kamieniarski. Sikorski zmarł w roku następnym; jego dzieci, które odziedziczyły pałacyk, sprzedały go po kilku latach firmie kamieniarskiej. W 1895 posesję kupił Maurycy Borman (współwłaściciel firmy „Borman i Szwede”). Od roku 1905 do 1929 był własnością jego żony Cecylii.
Od 1937 pałacyk należał do skarbu państwa (do dziś stanowi jego własność). Do 1944 mieściła się w nim siedziba Miejskiego Ośrodka Zdrowia. Podczas powstania warszawskiego stacjonował tam jeden z oddziałów 1. baonu Zgrupowania „Chrobry II”. Od zakończenia wojny do 1973 roku znajdowała się w nim siedziba RSW („Prasa-Książka-Ruch“). Pałacyk przebudowano w roku 1974 według projektu Zygmunta Łuszczyńskiego. Od tego roku mieści się w nim Muzeum Woli, oddział Muzeum Warszawy.
Budynek jest dwukondygnacyjny, zbudowany na planie prostokąta. Od strony frontu znajduje się portyk podtrzymywany przez cztery kolumny.
W 1965 pałacyk został wpisany do rejestru zabytków.